# Alpiner Skiweltcup 1994/95
Die Saison 1994/95 des von der FIS veranstalteten Alpinen Skiweltcups begann am 26. November 1994 in Park City (Frauen) bzw. am 3. Dezember in Tignes (Männer) und endete am 19. März 1995 anlässlich des Weltcup-Finales in Bormio. Bei den Männern wurden 30 Rennen ausgetragen (9 Abfahrten, 5 Super-G, 7 Riesenslaloms, 9 Slaloms). Bei den Frauen waren es 31 Rennen (9 Abfahrten, 7 Super-G, 8 Riesenslaloms, 7 Slaloms). Dazu kamen zwei Kombinationswertungen bei den Männern und eine bei den Frauen. Für die Schweizer Damen, die in den 1980er-Jahren neunmal den Nationencup gewonnen hatten, gab es nochmals einen Sieg, der bislang (Stand März 2019) keine Neuauflage fand.
Die Weltmeisterschaften in der Sierra Nevada mussten wegen Schneemangels um ein Jahr verschoben werden.

## Weltcupwertungen

### Gesamt
| Rang | Name                    | Punkte |
| ---- | ----------------------- | ------ |
| 01.  | Alberto Tomba           | 1150   |
| 02.  | Günther Mader           | 0775   |
| 03.  | Jure Košir              | 0760   |
| 04.  | Marc Girardelli         | 0744   |
| 05.  | Kjetil André Aamodt     | 0708   |
| 06.  | Lasse Kjus              | 0665   |
| 07.  | Kristian Ghedina        | 0628   |
| 08.  | Luc Alphand             | 0609   |
| 09.  | Michael von Grünigen    | 0578   |
| 10.  | Mario Reiter            | 0559   |
| 11.  | Patrick Ortlieb         | 0548   |
| 12.  | Armin Assinger          | 0542   |
| 13.  | Harald C. Strand Nilsen | 0521   |
| 14.  | Michael Tritscher       | 0509   |
| 15.  | Werner Perathoner       | 0506   |
| 16.  | Ole Kristian Furuseth   | 0466   |
| 17.  | Kyle Rasmussen          | 0436   |
| 18.  | Peter Runggaldier       | 0403   |
| 19.  | Atle Skårdal            | 0355   |
| 20.  | Richard Kröll           | 0331   |
| 21.  | Hannes Trinkl           | 0316   |
| 22.  | Josef Strobl            | 0307   |
| 23.  | Thomas Sykora           | 0302   |
| 24.  | AJ Kitt                 | 0299   |
| 25.  | Jean-Luc Crétier        | 0293   |
| 26.  | Urs Kälin               | 0288   |
| 27.  | Pietro Vitalini         | 0286   |
| 28.  | Tommy Moe               | 0284   |
| 29.  | Sébastien Amiez         | 0279   |
| 30.  | Thomas Fogdö            | 0269   |
| 31.  | Thomas Stangassinger    | 0265   |
| 32.  | Yves Dimier             | 0228   |
| 33.  | Achim Vogt              | 0227   |
| 34.  | Christian Mayer         | 0224   |
| 35.  | Ed Podivinsky           | 0223   |
| 36.  | Rainer Salzgeber        | 0208   |
| 37.  | Fredrik Nyberg          | 0202   |
| 38.  | Peter Rzehak            | 0197   |
| 39.  | Daniel Mahrer           | 0195   |
| 40.  | Finn Christian Jagge    | 0194   |
| 41.  | Bernhard Gstrein        | 0193   |
| 42.  | Werner Franz            | 0192   |
| 43.  | Alessandro Fattori      | 0183   |
| 44.  | Xavier Gigandet         | 0175   |
| 45.  | Ian Piccard             | 0165   |
| 46.  | Bernhard Bauer          | 0158   |
| 47.  | Mitja Kunc              | 0147   |

| Rang | Name                   | Punkte |
| ---- | ---------------------- | ------ |
| 48.  | Steve Locher           | 139    |
| 49.  | Paul Accola            | 137    |
| 50.  | Luigi Colturi          | 134    |
| 51.  | Kiminobu Kimura        | 132    |
| 52.  | Christophe Plé         | 122    |
| 53.  | Christian Greber       | 121    |
| 54.  | Andrej Miklavc         | 113    |
| 55.  | Andrea Zinsli          | 110    |
| 56.  | Tobias Barnerssoi      | 101    |
| 57.  | Urs Lehmann            | 097    |
| 58.  | Fabio De Crignis       | 094    |
| 59.  | Daron Rahlves          | 082    |
| 60.  | Marco Hangl            | 080    |
| 61.  | Franco Cavegn          | 077    |
| 62.  | Franck Piccard         | 073    |
| 63.  | Espen Hellerud         | 072    |
| 63.  | Johan Wallner          | 072    |
| 65.  | Asgeir Linberg         | 071    |
| 65.  | Patrick Wirth          | 071    |
| 67.  | Stefan Krauß           | 069    |
| 68.  | Siegfried Voglreiter   | 068    |
| 69.  | Dietmar Thöni          | 065    |
| 70.  | Luca Cattaneo          | 064    |
| 71.  | Are Torpe              | 063    |
| 72.  | Bruno Kernen           | 058    |
| 73.  | Hans Knauß             | 057    |
| 73.  | David Pretot           | 057    |
| 75.  | William Besse          | 051    |
| 76.  | Ivan Bormolini         | 048    |
| 76.  | Konrad Kurt Ladstätter | 048    |
| 78.  | Stanley Hayer          | 047    |
| 79.  | Gregor Grilc           | 046    |
| 80.  | Mika Marila            | 045    |
| 80.  | Brian Stemmle          | 045    |
| 82.  | Patrick Staub          | 043    |
| 83.  | Roman Torn             | 040    |
| 83.  | Alois Vogl             | 040    |
| 85.  | Daniel Brunner         | 039    |
| 86.  | Patrik Järbyn          | 038    |
| 87.  | Massimo Zucchelli      | 037    |
| 88.  | Janne Leskinen         | 036    |
| 89.  | François Simond        | 035    |
| 90.  | Christophe Saioni      | 034    |
| 91.  | Cary Mullen            | 033    |
| 92.  | Matthew Grosjean       | 032    |
| 92.  | Craig Thrasher         | 032    |

| Rang | Name                 | Punkte |
| ---- | -------------------- | ------ |
| 094. | Chad Fleischer       | 31     |
| 094. | Marcel Sulliger      |        |
| 096. | Norman Bergamelli    | 30     |
| 097. | Gaëtan Llorach       | 28     |
| 098. | Rob Crossan          | 26     |
| 098. | Markus Herrmann      | 26     |
| 098. | Jeremy Nobis         | 26     |
| 098. | Luca Pesando         | 26     |
| 098. | Heinrich Rupp        | 26     |
| 103. | Gerhard Königsrainer | 24     |
| 104. | Stephan Eberharter   | 23     |
| 105. | Graham Bell          | 22     |
| 106. | Max Ancenay          | 21     |
| 106. | Ralf Socher          | 21     |
| 108. | Jürgen Hasler        | 20     |
| 109. | Thomas Grandi        | 19     |
| 110. | Takuya Ishioka       | 18     |
| 110. | Éric Villiard        | 18     |
| 110. | Matjaž Vrhovnik      | 18     |
| 113. | Jernej Koblar        | 17     |
| 114. | Luke Sauder          | 14     |
| 114. | Kenneth Sivertsen    | 14     |
| 116. | Matteo Belfrond      | 13     |
| 116. | Lionel Finance       | 13     |
| 116. | Fabrizio Tescari     | 13     |
| 116. | Angelo Weiss         | 13     |
| 120. | Sergio Bergamelli    | 10     |
| 120. | Josef Polig          | 10     |
| 120. | Alberto Senigagliesi | 10     |
| 123. | Xavier Fournier      | 09     |
| 124. | Lasse Arnesen        | 08     |
| 124. | Hansjörg Tauscher    | 08     |
| 126. | Roger Pramotton      | 07     |
| 126. | Christopher Puckett  | 07     |
| 128. | Berni Huber          | 06     |
| 128. | Andreas Schifferer   | 06     |
| 130. | Markus Foser         | 05     |
| 130. | Richard Gravier      | 05     |
| 130. | Michael Lichtenegger | 05     |
| 130. | Patrice Manuel       | 05     |
| 130. | Miran Rauter         | 05     |
| 135. | Reggie Crist         | 04     |
| 135. | Ivan Eggenberger     | 04     |
| 135. | Andreas Ertl         |        |
| 135. | Patrick Holzer       |        |
| 139. | Didier Plaschy       | 03     |

| Rang | Name                  | Punkte |
| ---- | --------------------- | ------ |
| 01.  | Vreni Schneider       | 1248   |
| 02.  | Katja Seizinger       | 1242   |
| 03.  | Heidi Zeller-Bähler   | 1044   |
| 04.  | Martina Ertl          | 0985   |
| 05.  | Picabo Street         | 0905   |
| 06.  | Pernilla Wiberg       | 0816   |
| 07.  | Špela Pretnar         | 0669   |
| 08.  | Anita Wachter         | 0593   |
| 09.  | Hilary Lindh          | 0549   |
| 10.  | Urška Hrovat          | 0535   |
| 11.  | Michaela Gerg         | 0532   |
| 12.  | Deborah Compagnoni    | 0524   |
| 13.  | Warwara Selenskaja    | 0511   |
| 14.  | Renate Götschl        | 0509   |
| 15.  | Heidi Zurbriggen      | 0503   |
| 16.  | Marianne Kjørstad     | 0454   |
| 17.  | Barbara Merlin        | 0443   |
| 18.  | Michaela Dorfmeister  | 0434   |
| 19.  | Florence Masnada      | 0421   |
| 20.  | Isolde Kostner        | 0390   |
| 21.  | Leila Piccard         | 0332   |
| 22.  | Sabina Panzanini      | 0310   |
| 23.  | Alexandra Meissnitzer | 0294   |
| 24.  | Katja Koren           | 0282   |
| 25.  | Ylva Nowén            | 0274   |
| 26.  | Régine Cavagnoud      | 0269   |
| 27.  | Sylvia Eder           | 0267   |
| 28.  | Nathalie Bouvier      | 0264   |
| 29.  | Astrid Lødemel        | 0261   |
| 30.  | Kristina Andersson    | 0252   |
| 31.  | Bibiana Perez         | 0249   |
| 32.  | Patricia Chauvet      | 0212   |
| 32.  | Stefanie Schuster     | 0212   |
| 34.  | Birgit Heeb           | 0197   |
| 35.  | Madlen Summermatter   | 0193   |
| 36.  | Gabriela Zingre-Graf  | 0190   |
| 37.  | Hilde Gerg            | 0186   |
| 38.  | Eva Twardokens        | 0178   |
| 39.  | Gro Kvinlog           | 0159   |

| Rang | Name                     | Punkte |
| ---- | ------------------------ | ------ |
| 40.  | Sophie Lefranc-Duvillard | 156    |
| 41.  | Martina Accola           | 155    |
| 42.  | Katharina Gutensohn      | 152    |
| 43.  | Alenka Dovžan            | 151    |
| 44.  | Béatrice Filliol         | 146    |
| 45.  | Shannon Nobis            | 144    |
| 46.  | Chantal Bournissen       | 142    |
| 46.  | Kate Pace                | 142    |
| 48.  | Sonja Nef                | 141    |
| 49.  | Megan Gerety             | 136    |
| 50.  | Andrine Flemmen          | 134    |
| 51.  | Miriam Vogt              | 131    |
| 52.  | Veronika Stallmaier      | 119    |
| 53.  | Mojca Suhadolc           | 116    |
| 54.  | Elfi Eder                | 115    |
| 55.  | Christina Meier-Höck     | 114    |
| 56.  | Regina Häusl             | 112    |
| 57.  | Annelise Coberger        | 110    |
| 58.  | Swetlana Gladyschewa     | 100    |
| 59.  | Morena Gallizio          | 099    |
| 60.  | Corinne Rey-Bellet       | 095    |
| 61.  | Ainhoa Ibarra Astelarra  | 092    |
| 62.  | Ingrid Stöckl            | 089    |
| 63.  | Monika Maierhofer        | 084    |
| 64.  | Karin Roten              | 083    |
| 65.  | Krista Schmidinger       | 078    |
| 66.  | Elisabetta Biavaschi     | 074    |
| 67.  | Carole Montillet         | 070    |
| 68.  | Ingrid Salvenmoser       | 069    |
| 69.  | Trude Gimle              | 067    |
| 70.  | Titti Rodling            | 061    |
| 71.  | Merete Fjeldavlie        | 057    |
| 72.  | Sabine Egger             | 050    |
| 73.  | Tanja Schneider          | 049    |
| 74.  | Mélanie Turgeon          | 047    |
| 75.  | Kristina Koznick         | 046    |
| 76.  | Erika Hansson            | 044    |
| 76.  | Claudia Riegler          | 044    |
| 78.  | Tatjana Lebedewa         | 041    |

| Rang | Name                  | Punkte |
| ---- | --------------------- | ------ |
| 079. | Edda Mutter           | 40     |
| 080. | Astrid Plank          | 38     |
| 081. | Karin Köllerer        | 36     |
| 081. | Marlies Oester        | 36     |
| 081. | Heidi Voelker         | 36     |
| 084. | Anne Berge            | 35     |
| 085. | Katerina Tichy        | 34     |
| 086. | Michelle Ruthven      | 33     |
| 087. | Nataša Bokal          | 28     |
| 088. | Manuela Lieb          | 27     |
| 089. | Ingeborg Helen Marken | 26     |
| 089. | Alessandra Merlin     | 26     |
| 091. | Roberta Serra         | 25     |
| 092. | Kristine Kristiansen  | 21     |
| 093. | Veronika Kappaurer    | 20     |
| 093. | Christel Pascal       | 20     |
| 095. | Trine Bakke           | 19     |
| 095. | María José Rienda     | 19     |
| 097. | Lara Magoni           | 16     |
| 097. | Edith Rozsa           | 16     |
| 099. | Annick Bonzon         | 13     |
| 100. | Laure Pequegnot       | 11     |
| 101. | Sibylle Brauner       | 10     |
| 102. | Katrin Neuenschwander | 09     |
| 102. | Monique Pelletier     | 09     |
| 104. | Anja Haas             | 08     |
| 104. | Vanessa Vidal         | 08     |
| 106. | Roberta Pergher       | 07     |
| 107. | Caroline Gedde Dahl   | 06     |
| 107. | Manuela Heubi         | 06     |
| 107. | Jeanette Lunde        | 06     |
| 107. | Lindsey Roberts       | 06     |
| 111. | Kari Anne Saude       | 05     |
| 112. | Sovrana Welf          | 04     |
| 112. | Angela Zimmermann     | 04     |
| 114. | Marcella Biondi       | 03     |
| 114. | Cornelia Meusburger   | 03     |
| 116. | Mónica Bosch          | 02     |
| 116. | Martina Fortkord      | 02     |

### Abfahrt
| Rang | Athlet             | Punkte |
| ---- | ------------------ | ------ |
| 1    | Luc Alphand        | 484    |
| 2    | Kristian Ghedina   | 473    |
| 3    | Patrick Ortlieb    | 426    |
| 4    | Armin Assinger     | 419    |
| 5    | Josef Strobl       | 307    |
| 6    | Kyle Rasmussen     | 288    |
| 7    | Hannes Trinkl      | 273    |
| 8    | Werner Perathoner  | 269    |
| 9    | Lasse Kjus         | 227    |
| 10   | Jean-Luc Crétier   | 224    |
| 11   | Günther Mader      | 221    |
| 12   | Peter Rzehak       | 197    |
| 13   | Werner Franz       | 192    |
| 13   | AJ Kitt            | 192    |
| 15   | Pietro Vitalini    | 189    |
| 16   | Xavier Gigandet    | 175    |
| 17   | Atle Skårdal       | 168    |
| 18   | Tommy Moe          | 149    |
| 19   | Ed Podivinsky      | 131    |
| 20   | Urs Lehmann        | 97     |
| 21   | Christophe Plé     | 96     |
| 22   | Daniel Mahrer      | 95     |
| 23   | Alessandro Fattori | 87     |
| 24   | Marc Girardelli    | 73     |
| 25   | Peter Runggaldier  | 71     |

| Rang | Athletin              | Punkte |
| ---- | --------------------- | ------ |
| 1    | Picabo Street         | 709    |
| 2    | Hilary Lindh          | 493    |
| 3    | Katja Seizinger       | 445    |
| 4    | Warwara Selenskaja    | 416    |
| 5    | Isolde Kostner        | 310    |
| 6    | Barbara Merlin        | 304    |
| 7    | Michaela Gerg         | 262    |
| 8    | Heidi Zurbriggen      | 252    |
| 9    | Heidi Zeller-Bähler   | 242    |
| 10   | Renate Götschl        | 236    |
| 11   | Florence Masnada      | 205    |
| 12   | Pernilla Wiberg       | 201    |
| 13   | Michaela Dorfmeister  | 195    |
| 14   | Nathalie Bouvier      | 186    |
| 15   | Bibiana Perez         | 158    |
| 16   | Chantal Bournissen    | 142    |
| 17   | Kate Pace             | 141    |
| 18   | Stefanie Schuster     | 128    |
| 19   | Megan Gerety          | 125    |
| 20   | Régine Cavagnoud      | 99     |
| 21   | Alexandra Meissnitzer | 90     |
| 22   | Ingrid Stöckl         | 89     |
| 23   | Vreni Schneider       | 84     |
| 24   | Swetlana Gladyschewa  | 81     |
| 25   | Astrid Lødemel        | 80     |

### Super-G
| Rang | Athlet              | Punkte |
| ---- | ------------------- | ------ |
| 1    | Peter Runggaldier   | 332    |
| 2    | Günther Mader       | 250    |
| 3    | Werner Perathoner   | 237    |
| 4    | Richard Kröll       | 170    |
| 5    | Kyle Rasmussen      | 148    |
| 6    | Atle Skårdal        | 142    |
| 7    | Kristian Ghedina    | 126    |
| 8    | Armin Assinger      | 123    |
| 9    | Patrick Ortlieb     | 122    |
| 10   | Marc Girardelli     | 111    |
| 11   | Tommy Moe           | 109    |
| 12   | Daniel Mahrer       | 100    |
| 13   | Pietro Vitalini     | 97     |
| 14   | Luc Alphand         | 96     |
| 14   | Alessandro Fattori  | 96     |
| 14   | Fredrik Nyberg      | 96     |
| 17   | AJ Kitt             | 89     |
| 18   | Daron Rahlves       | 82     |
| 19   | Kjetil André Aamodt | 79     |
| 20   | Christian Greber    | 78     |
| 21   | Luigi Colturi       | 71     |
| 21   | Patrick Wirth       | 71     |
| 23   | Ed Podivinsky       | 56     |
| 24   | Luca Cattaneo       | 51     |
| 25   | Hans Knauß          | 49     |

| Rang | Athletin              | Punkte |
| ---- | --------------------- | ------ |
| 1    | Katja Seizinger       | 446    |
| 2    | Heidi Zeller-Bähler   | 366    |
| 3    | Heidi Zurbriggen      | 251    |
| 4    | Renate Götschl        | 245    |
| 5    | Martina Ertl          | 237    |
| 6    | Sylvia Eder           | 230    |
| 7    | Florence Masnada      | 198    |
| 8    | Picabo Street         | 196    |
| 9    | Régine Cavagnoud      | 165    |
| 10   | Alexandra Meissnitzer | 163    |
| 11   | Michaela Gerg         | 158    |
| 12   | Shannon Nobis         | 144    |
| 13   | Pernilla Wiberg       | 140    |
| 14   | Anita Wachter         | 128    |
| 15   | Špela Pretnar         | 119    |
| 16   | Michaela Dorfmeister  | 117    |
| 17   | Hilde Gerg            | 109    |
| 18   | Katharina Gutensohn   | 108    |
| 19   | Veronika Stallmaier   | 104    |
| 20   | Barbara Merlin        | 98     |
| 21   | Swetlana Gladyschewa  | 95     |
| 22   | Alenka Dovžan         | 81     |
| 23   | Astrid Lødemel        | 79     |
| 24   | Nathalie Bouvier      | 78     |
| 25   | Vreni Schneider       | 74     |

### Riesenslalom
| Rang | Athlet                  | Punkte |
| ---- | ----------------------- | ------ |
| 1    | Alberto Tomba           | 450    |
| 2    | Jure Košir              | 355    |
| 3    | Harald C. Strand Nilsen | 322    |
| 4    | Kjetil André Aamodt     | 307    |
| 5    | Michael von Grünigen    | 296    |
| 6    | Urs Kälin               | 288    |
| 7    | Achim Vogt              | 226    |
| 8    | Mario Reiter            | 218    |
| 9    | Lasse Kjus              | 212    |
| 9    | Günther Mader           | 212    |
| 11   | Rainer Salzgeber        | 203    |
| 12   | Richard Kröll           | 161    |
| 13   | Ian Piccard             | 130    |
| 14   | Christian Mayer         | 125    |
| 15   | Steve Locher            | 118    |
| 16   | Fredrik Nyberg          | 106    |
| 17   | Mitja Kunc              | 102    |
| 18   | Marc Girardelli         | 91     |
| 19   | Tobias Barnerssoi       | 85     |
| 20   | Paul Accola             | 83     |
| 21   | Franck Piccard          | 69     |
| 22   | Ole Kristian Furuseth   | 65     |
| 23   | Are Torpe               | 63     |
| 24   | Marco Hangl             | 60     |
| 25   | Bernhard Gstrein        | 57     |

| Rang | Athletin                 | Punkte |
| ---- | ------------------------ | ------ |
| 1    | Vreni Schneider          | 450    |
| 2    | Heidi Zeller-Bähler      | 420    |
| 3    | Špela Pretnar            | 352    |
| 4    | Martina Ertl             | 333    |
| 5    | Deborah Compagnoni       | 325    |
| 6    | Sabina Panzanini         | 310    |
| 7    | Anita Wachter            | 295    |
| 8    | Urška Hrovat             | 260    |
| 9    | Katja Seizinger          | 206    |
| 10   | Birgit Heeb              | 196    |
| 11   | Marianne Kjørstad        | 177    |
| 12   | Ylva Nowén               | 151    |
| 13   | Gro Kvinlog              | 143    |
| 13   | Eva Twardokens           | 143    |
| 15   | Sonja Nef                | 141    |
| 16   | Sophie Lefranc-Duvillard | 129    |
| 17   | Madlen Summermatter      | 114    |
| 18   | Michaela Gerg            | 112    |
| 19   | Leila Piccard            | 110    |
| 20   | Astrid Lødemel           | 102    |
| 21   | Katja Koren              | 97     |
| 22   | Corinne Rey-Bellet       | 95     |
| 23   | Michaela Dorfmeister     | 93     |
| 24   | Ainhoa Ibarra Astelarra  | 92     |
| 25   | Christina Meier-Höck     | 91     |

### Slalom
| Rang | Athlet                 | Punkte |
| ---- | ---------------------- | ------ |
| 1    | Alberto Tomba          | 700    |
| 2    | Michael Tritscher      | 477    |
| 3    | Jure Košir             | 405    |
| 4    | Ole Kristian Furuseth  | 401    |
| 5    | Mario Reiter           | 341    |
| 6    | Thomas Sykora          | 302    |
| 7    | Michael von Grünigen   | 282    |
| 8    | Sébastien Amiez        | 279    |
| 9    | Thomas Fogdö           | 269    |
| 9    | Marc Girardelli        | 269    |
| 11   | Thomas Stangassinger   | 265    |
| 12   | Yves Dimier            | 212    |
| 13   | Finn Christian Jagge   | 194    |
| 14   | Kjetil André Aamodt    | 179    |
| 15   | Bernhard Bauer         | 158    |
| 16   | Bernhard Gstrein       | 136    |
| 17   | Kiminobu Kimura        | 132    |
| 18   | Andrea Zinsli          | 110    |
| 19   | Andrej Miklavc         | 108    |
| 20   | Christian Mayer        | 99     |
| 21   | Fabio De Crignis       | 94     |
| 22   | Siegfried Voglreiter   | 68     |
| 23   | Dietmar Thöni          | 65     |
| 24   | Lasse Kjus             | 54     |
| 25   | Konrad Kurt Ladstätter | 48     |

| Rang | Athletin             | Punkte |
| ---- | -------------------- | ------ |
| 1    | Vreni Schneider      | 560    |
| 2    | Pernilla Wiberg      | 355    |
| 3    | Martina Ertl         | 278    |
| 4    | Urška Hrovat         | 275    |
| 5    | Kristina Andersson   | 247    |
| 6    | Leila Piccard        | 222    |
| 7    | Patricia Chauvet     | 212    |
| 8    | Marianne Kjørstad    | 204    |
| 9    | Gabriela Zingre-Graf | 180    |
| 10   | Katja Koren          | 171    |
| 11   | Špela Pretnar        | 158    |
| 12   | Martina Accola       | 155    |
| 13   | Béatrice Filliol     | 146    |
| 14   | Deborah Compagnoni   | 125    |
| 15   | Ylva Nowén           | 123    |
| 16   | Anita Wachter        | 116    |
| 17   | Elfi Eder            | 115    |
| 18   | Annelise Coberger    | 110    |
| 19   | Katja Seizinger      | 95     |
| 20   | Monika Maierhofer    | 84     |
| 21   | Morena Gallizio      | 81     |
| 22   | Elisabetta Biavaschi | 74     |
| 23   | Titti Rodling        | 61     |
| 24   | Trude Gimle          | 60     |
| 25   | Sabine Egger         | 50     |

### Kombination
| Rang | Athlet                  | Punkte |
| ---- | ----------------------- | ------ |
| 1    | Marc Girardelli         | 200    |
| 2    | Harald C. Strand Nilsen | 140    |
| 3    | Lasse Kjus              | 125    |
| 4    | Kjetil André Aamodt     | 100    |
| 5    | Espen Hellerud          | 72     |
| 6    | Jean-Luc Crétier        | 60     |
| 6    | Günther Mader           | 60     |
| 8    | Atle Skårdal            | 45     |
| 9    | Paul Accola             | 40     |
| 10   | Ed Podivinsky           | 36     |

| Rang | Athletin             | Punkte |
| ---- | -------------------- | ------ |
| 1    | Pernilla Wiberg      | 100    |
| 2    | Vreni Schneider      | 80     |
| 3    | Martina Ertl         | 60     |
| 4    | Katja Seizinger      | 50     |
| 5    | Marianne Kjørstad    | 45     |
| 6    | Špela Pretnar        | 40     |
| 7    | Stefanie Schuster    | 36     |
| 8    | Hilde Gerg           | 32     |
| 9    | Michaela Dorfmeister | 29     |
| 10   | Alenka Dovžan        | 26     |

## Podestplatzierungen Herren

### Abfahrt
| Datum      | Ort               | 1. Platz         | 2. Platz         | 3. Platz          |
| ---------- | ----------------- | ---------------- | ---------------- | ----------------- |
| 16.12.1994 | Val-d’Isère (FRA) | Josef Strobl     | Luc Alphand      | Günther Mader     |
| 17.12.1994 | Val-d’Isère (FRA) | Armin Assinger   | Patrick Ortlieb  | Josef Strobl      |
| 14.01.1995 | Kitzbühel (AUT)   | Luc Alphand      | Patrick Ortlieb  | Kristian Ghedina  |
| 14.01.1995 | Kitzbühel (AUT)   | Luc Alphand      | Armin Assinger   | Werner Perathoner |
| 20.01.1995 | Wengen (SUI)      | Kristian Ghedina | Peter Rzehak     | Hannes Trinkl     |
| 21.01.1995 | Wengen (SUI)      | Kyle Rasmussen   | Werner Franz     | Armin Assinger    |
| 25.02.1995 | Whistler (CAN)    | Kristian Ghedina | Lasse Kjus       | Patrick Ortlieb   |
| 11.03.1995 | Kvitfjell (NOR)   | Kyle Rasmussen   | Kristian Ghedina | Patrick Ortlieb   |
| 15.03.1995 | Bormio (ITA)      | Luc Alphand      | AJ Kitt          | Lasse Kjus        |

### Super-G
| Datum      | Ort             | 1. Platz          | 2. Platz          | 3. Platz          |
| ---------- | --------------- | ----------------- | ----------------- | ----------------- |
| 11.12.1994 | Tignes (FRA)    | Patrick Ortlieb   | Tommy Moe         | Luc Alphand       |
| 16.01.1995 | Kitzbühel (AUT) | Günther Mader     | Peter Runggaldier | Armin Assinger    |
| 26.02.1995 | Whistler (CAN)  | Peter Runggaldier | AJ Kitt           | Christian Greber  |
| 10.03.1995 | Kvitfjell (NOR) | Werner Perathoner | Kristian Ghedina  | Kyle Rasmussen    |
| 16.03.1995 | Bormio (ITA)    | Richard Kröll     | Peter Runggaldier | Werner Perathoner |

### Riesenslalom
| Datum      | Ort                 | 1. Platz             | 2. Platz                       | 3. Platz            |
| ---------- | ------------------- | -------------------- | ------------------------------ | ------------------- |
| 03.12.1994 | Tignes (FRA)        | Achim Vogt           | Michael von Grünigen           | Kjetil André Aamodt |
| 18.12.1994 | Val-d’Isère (FRA)   | Michael von Grünigen | Kjetil André Aamodt            | Günther Mader       |
| 22.12.1994 | Alta Badia (ITA)    | Alberto Tomba        | Urs Kälin                      | Christian Mayer     |
| 06.01.1995 | Kranjska Gora (SLO) | Alberto Tomba        | Mitja Kunc H. C. Strand Nilsen |                     |
| 04.02.1995 | Adelboden (SUI)     | Alberto Tomba        | Jure Košir                     | H. C. Strand Nilsen |
| 20.02.1995 | Furano (JPN)        | Mario Reiter         | Jure Košir                     | H. C. Strand Nilsen |
| 18.03.1995 | Bormio (ITA)        | Alberto Tomba        | Günther Mader                  | Rainer Salzgeber    |

### Slalom
| Datum      | Ort                          | 1. Platz              | 2. Platz             | 3. Platz              |
| ---------- | ---------------------------- | --------------------- | -------------------- | --------------------- |
| 04.12.1994 | Tignes (FRA)                 | Alberto Tomba         | Michael Tritscher    | Thomas Fogdö          |
| 12.12.1994 | Sestriere (ITA)              | Alberto Tomba         | Thomas Fogdö         | Michael Tritscher     |
| 20.12.1994 | Lech (AUT)                   | Alberto Tomba         | Thomas Sykora        | Jure Košir            |
| 21.12.1994 | Lech (AUT)                   | Alberto Tomba         | Thomas Sykora        | Michael Tritscher     |
| 08.01.1995 | Garmisch-Partenkirchen (GER) | Alberto Tomba         | Marc Girardelli      | Yves Dimier           |
| 15.01.1995 | Kitzbühel (AUT)              | Alberto Tomba         | Jure Košir           | Ole Kristian Furuseth |
| 22.01.1995 | Wengen (SUI)                 | Alberto Tomba         | Michael von Grünigen | Jure Košir            |
| 19.02.1995 | Furano (JPN)                 | Michael Tritscher     | Mario Reiter         | Ole Kristian Furuseth |
| 19.03.1995 | Bormio (ITA)                 | Ole Kristian Furuseth | Thomas Stangassinger | Yves Dimier           |

### Kombination
| Datum          | Ort             | 1. Platz        | 2. Platz            | 3. Platz            |
| -------------- | --------------- | --------------- | ------------------- | ------------------- |
| 14./15.01.1995 | Kitzbühel (AUT) | Marc Girardelli | H. C. Strand Nilsen | Günther Mader       |
| 21./22.01.1995 | Wengen (SUI)    | Marc Girardelli | Lasse Kjus          | H. C. Strand Nilsen |

## Podestplatzierungen Damen

### Abfahrt
| Datum      | Ort                        | 1. Platz      | 2. Platz                          | 3. Platz            |
| ---------- | -------------------------- | ------------- | --------------------------------- | ------------------- |
| 02.12.1994 | Vail (USA)                 | Hilary Lindh  | Isolde Kostner                    | Katja Seizinger     |
| 09.12.1994 | Lake Louise (CAN)          | Picabo Street | Hilary Lindh                      | Katja Seizinger     |
| 10.12.1994 | Lake Louise (CAN)          | Hilary Lindh  | Florence Masnada                  | Heidi Zeller-Bähler |
| 20.01.1995 | Cortina d’Ampezzo (ITA)    | Michaela Gerg | Picabo Street                     | Katja Seizinger     |
| 22.01.1995 | Cortina d’Ampezzo (ITA)    | Picabo Street | Barbara Merlin                    | Katja Seizinger     |
| 17.02.1995 | Åre (SWE)                  | Picabo Street | Katja Seizinger                   | Isolde Kostner      |
| 05.03.1995 | Saalbach-Hinterglemm (AUT) | Picabo Street | Isolde Kostner Warwara Selenskaja |                     |
| 11.03.1995 | Lenzerheide (SUI)          | Picabo Street | Warwara Selenskaja                | Renate Götschl      |
| 15.03.1995 | Bormio (ITA)               | Picabo Street | Warwara Selenskaja                | Barbara Merlin      |

### Super-G
| Datum      | Ort                          | 1. Platz            | 2. Platz            | 3. Platz                   |
| ---------- | ---------------------------- | ------------------- | ------------------- | -------------------------- |
| 03.12.1994 | Vail (USA)                   | Sylvia Eder         | Veronika Wallinger  | Heidi Zeller-Bähler        |
| 11.12.1994 | Lake Louise (CAN)            | Katja Seizinger     | Heidi Zeller-Bähler | Martina Ertl Picabo Street |
| 07.01.1995 | Haus im Ennstal (AUT)        | Anita Wachter       | Katja Seizinger     | Heidi Zeller-Bähler        |
| 10.01.1995 | Flachau (AUT)                | Renate Götschl      | Katja Seizinger     | Špela Pretnar              |
| 14.01.1995 | Garmisch-Partenkirchen (GER) | Florence Masnada    | Picabo Street       | Shannon Nobis              |
| 05.03.1995 | Saalbach-Hinterglemm (AUT)   | Heidi Zeller-Bähler | Heidi Zurbriggen    | Martina Ertl               |
| 19.03.1995 | Bormio (ITA)                 | Katja Seizinger     | Renate Götschl      | Florence Masnada           |

### Riesenslalom
| Datum      | Ort                     | 1. Platz            | 2. Platz            | 3. Platz           |
| ---------- | ----------------------- | ------------------- | ------------------- | ------------------ |
| 28.11.1994 | Park City (USA)         | Heidi Zeller-Bähler | Sabina Panzanini    | Vreni Schneider    |
| 04.12.1994 | Vail (USA)              | Heidi Zeller-Bähler | Vreni Schneider     | Marianne Kjørstad  |
| 21.12.1994 | Alta Badia (ITA)        | Sabina Panzanini    | Anita Wachter       | Deborah Compagnoni |
| 08.01.1995 | Haus im Ennstal (AUT)   | Deborah Compagnoni  | Heidi Zeller-Bähler | Vreni Schneider    |
| 23.01.1995 | Cortina d’Ampezzo (ITA) | Anita Wachter       | Vreni Schneider     | Špela Pretnar      |
| 18.02.1995 | Åre (SWE)               | Anita Wachter       | Vreni Schneider     | Deborah Compagnoni |
| 25.02.1995 | Maribor (SLO)           | Martina Ertl        | Špela Pretnar       | Deborah Compagnoni |
| 18.03.1995 | Bormio (ITA)            | Špela Pretnar       | Sabina Panzanini    | Urška Hrovat       |

### Slalom
| Datum      | Ort                          | 1. Platz        | 2. Platz           | 3. Platz             |
| ---------- | ---------------------------- | --------------- | ------------------ | -------------------- |
| 27.11.1994 | Park City (USA)              | Vreni Schneider | Martina Accola     | Kristina Andersson   |
| 18.12.1994 | Sestriere (ITA)              | Vreni Schneider | Pernilla Wiberg    | Béatrice Filliol     |
| 30.12.1994 | Méribel (FRA)                | Urška Hrovat    | Vreni Schneider    | Leila Piccard        |
| 15.01.1995 | Garmisch-Partenkirchen (GER) | Martina Ertl    | Deborah Compagnoni | Gabriela Zingre-Graf |
| 26.02.1995 | Maribor (SLO)                | Vreni Schneider | Katja Koren        | Trude Gimle          |
| 12.03.1995 | Lenzerheide (SUI)            | Pernilla Wiberg | Vreni Schneider    | Martina Ertl         |
| 19.03.1995 | Bormio (ITA)                 | Vreni Schneider | Pernilla Wiberg    | Urška Hrovat         |

### Kombination
| Datum          | Ort               | 1. Platz        | 2. Platz        | 3. Platz     |
| -------------- | ----------------- | --------------- | --------------- | ------------ |
| 11./12.03.1995 | Lenzerheide (SUI) | Pernilla Wiberg | Vreni Schneider | Martina Ertl |

## Nationencup
| Rang | Land                   | Punkte |
| ---- | ---------------------- | ------ |
| 1    | Österreich             | 8555   |
| 2    | Schweiz                | 6015   |
| 3    | Italien                | 5949   |
| 4    | Norwegen               | 4387   |
| 5    | Deutschland            | 3894   |
| 6    | Frankreich             | 3885   |
| 7    | Vereinigte Staaten     | 3314   |
| 8    | Slowenien              | 3194   |
| 9    | Schweden               | 2030   |
| 10   | Kanada                 | 764    |
| 11   | Luxemburg              | 744    |
| 12   | Russland               | 652    |
| 13   | Liechtenstein          | 449    |
| 14   | Neuseeland             | 154    |
| 15   | Japan                  | 150    |
| 16   | Spanien                | 113    |
| 17   | Finnland               | 81     |
| 18   | Vereinigtes Königreich | 22     |

| Rang | Land                   | Punkte |
| ---- | ---------------------- | ------ |
| 1    | Österreich             | 5577   |
| 2    | Italien                | 3741   |
| 3    | Norwegen               | 3137   |
| 4    | Schweiz                | 2157   |
| 5    | Frankreich             | 1976   |
| 6    | Slowenien              | 1413   |
| 7    | Vereinigte Staaten     | 1233   |
| 8    | Luxemburg              | 744    |
| 9    | Schweden               | 581    |
| 10   | Kanada                 | 486    |
| 11   | Deutschland            | 386    |
| 12   | Liechtenstein          | 252    |
| 13   | Japan                  | 150    |
| 14   | Finnland               | 81     |
| 15   | Vereinigtes Königreich | 22     |

| Rang | Land               | Punkte |
| ---- | ------------------ | ------ |
| 1    | Schweiz            | 3858   |
| 2    | Deutschland        | 3508   |
| 3    | Österreich         | 2978   |
| 4    | Italien            | 2208   |
| 5    | Vereinigte Staaten | 2081   |
| 6    | Frankreich         | 1909   |
| 7    | Slowenien          | 1781   |
| 8    | Schweden           | 1449   |
| 9    | Norwegen           | 1250   |
| 10   | Russland           | 652    |
| 11   | Kanada             | 278    |
| 12   | Liechtenstein      | 197    |
| 13   | Neuseeland         | 154    |
| 14   | Spanien            | 113    |

## Statistik der Podestplätze
Angegeben werden die Anzahl Podestplätze je Land und Disziplin sowie die Gesamtanzahl.

### Damen
| Land | Land | 1. | 2. | 3. | Total |
| ---- | ---- | -- | -- | -- | ----- |
| 01   | USA  | 08 | 03 | 02 | 13    |
| 02   | SUI  | 07 | 10 | 06 | 23    |
| 03   | GER  | 05 | 03 | 08 | 16    |
| 04   | AUT  | 05 | 03 | 01 | 09    |
| 05   | ITA  | 02 | 06 | 05 | 13    |
| 06   | SLO  | 02 | 02 | 04 | 08    |
| 07   | SWE  | 02 | 02 | 01 | 05    |
| 08   | FRA  | 01 | 01 | 03 | 05    |
| 09   | RUS  | 0– | 03 | 0– | 03    |
| 10   | NOR  | 0– | 0– | 02 | 02    |

| Land | Land | 1. | 2. | 3. |
| ---- | ---- | -- | -- | -- |
| 1    | USA  | 8  | 2  | –  |
| 2    | GER  | 1  | 1  | 4  |
| 3    | ITA  | –  | 3  | 2  |
| 4    | RUS  | –  | 3  | –  |
| 5    | FRA  | –  | 1  | –  |
| 6    | AUT  | –  | –  | 1  |
| 6    | SUI  | –  | –  | 1  |

| Land | Land | 1. | 2. | 3. |
| ---- | ---- | -- | -- | -- |
| 1    | AUT  | 3  | 2  | –  |
| 2    | GER  | 2  | 2  | 2  |
| 3    | SUI  | 1  | 2  | 2  |
| 4    | FRA  | 1  | –  | 1  |
| 5    | USA  | –  | –  | 1  |
| 6    | SLO  | –  | 1  | 2  |

| Land | Land | 1. | 2. | 3. |
| ---- | ---- | -- | -- | -- |
| 1    | SUI  | 2  | 4  | 2  |
| 2    | ITA  | 2  | 2  | 3  |
| 3    | AUT  | 2  | 1  | –  |
| 4    | SLO  | 1  | 1  | 2  |
| 5    | GER  | 1  | –  | –  |
| 6    | NOR  | –  | –  | 1  |

| Land | Land | 1. | 2. | 3. |
| ---- | ---- | -- | -- | -- |
| 1    | SUI  | 4  | 3  | 1  |
| 2    | SWE  | 1  | 2  | 1  |
| 3    | SLO  | 1  | 1  | 1  |
| 4    | GER  | 1  | –  | 1  |
| 5    | ITA  | –  | 1  | –  |
| 6    | FRA  | –  | –  | 2  |
| 7    | NOR  | –  | –  | 1  |

| Land | Land | 1. | 2. | 3. |
| ---- | ---- | -- | -- | -- |
| 1    | SWE  | 1  | –  | –  |
| 2    | SUI  | –  | 1  | –  |
| 3    | GER  | –  | –  | 1  |

### Herren
| Land | Land | 1. | 2. | 3. | Total |
| ---- | ---- | -- | -- | -- | ----- |
| 01   | ITA  | 15 | 04 | 03 | 22    |
| 02   | AUT  | 07 | 11 | 14 | 32    |
| 03   | FRA  | 03 | 01 | 03 | 07    |
| 04   | USA  | 02 | 03 | 01 | 06    |
| 05   | NOR  | 01 | 05 | 07 | 13    |
| 06   | LUX  | 02 | 01 | 0– | 03    |
| 07   | SUI  | 01 | 03 | 0– | 04    |
| 08   | LIE  | 01 | 0– | 0– | 01    |
| 09   | SLO  | 0– | 04 | 02 | 06    |
| 10   | SWE  | 0– | 01 | 01 | 02    |

| Land | Land | 1. | 2. | 3. |
| ---- | ---- | -- | -- | -- |
| 1    | FRA  | 3  | 1  | –  |
| 2    | AUT  | 2  | 5  | 6  |
| 3    | ITA  | 2  | 1  | 2  |
| 4    | USA  | 2  | 1  | –  |
| 5    | NOR  | –  | 1  | 1  |

| Land | Land | 1. | 2. | 3. |
| ---- | ---- | -- | -- | -- |
| 1    | AUT  | 3  | –  | 2  |
| 2    | ITA  | 2  | 3  | 1  |
| 3    | USA  | –  | 2  | 1  |
| 4    | FRA  | –  | –  | 1  |

| Land | Land | 1. | 2. | 3. |
| ---- | ---- | -- | -- | -- |
| 1    | ITA  | 4  | –  | –  |
| 2    | SUI  | 1  | 2  | –  |
| 3    | AUT  | 1  | 1  | 3  |
| 4    | LIE  | 1  | –  | –  |
| 5    | SLO  | –  | 3  | –  |
| 6    | NOR  | –  | 2  | 3  |

| Land | Land | 1. | 2. | 3. |
| ---- | ---- | -- | -- | -- |
| 1    | ITA  | 7  | –  | –  |
| 2    | AUT  | 1  | 5  | 2  |
| 3    | NOR  | 1  | –  | 2  |
| 4    | SLO  | –  | 1  | 2  |
| 5    | SWE  | –  | 1  | 1  |
| 6    | LUX  | –  | 1  | –  |
| 6    | SUI  | –  | 1  | –  |
| 8    | FRA  | –  | –  | 2  |

| Land | Land | 1. | 2. | 3. |
| ---- | ---- | -- | -- | -- |
| 1    | LUX  | 2  | –  | –  |
| 2    | NOR  | –  | 2  | 1  |
| 3    | AUT  | –  | –  | 1  |

## Saisonverlauf

### Vor dem Saisonbeginn
Beim Weltskiverband wurde als Folge des Todessturzes von Ulrike Maier in Sachen Sicherheit reagiert: Das Regelwerk wurde drastisch verschärft, in dem die Ski-Taillierungen reglementiert und die Sicherheitsvorkehrungen erhöht wurden. Weiters wurden von den Athletinnen/Athleten dementsprechend vorbereitete Erklärungen verlangt, in denen sie auf die Risiken aufmerksam gemacht wurden und es vor allem um die Eigenverantwortung ging, darunter auch um die Haftbarmachung gegenüber Dritten bei einem von der Fahrerin/dem Fahrer (fahrlässig) verursachten Verschulden. Großer Widerstand kam aus Deutschland und Italien. Es benötigte mehrerer Diskussionen und Aufklärungen, ehe alle Damen und Herren ihre Unterschriften geleistet hatten (vorerst waren sogar Unterschriften „unter Vorbehalt“ vorgenommen worden), denn nur bei einer solchen Erklärung wurden an die Athletinnen/Athleten so genannte „internationale Lizenzen“ vergeben. Es war für die Unterschriftsleistung eine Frist bis 1. Januar gesetzt worden.
Die Regelung über Startnummern für die technischen Disziplinen, wonach die ersten Sieben der Weltrangliste, beginnend mit der Nr. 1 dieser Liste, sich diese in einem „Pick-up“-Vorgang aussuchen hatten dürfen, wurde zurückgenommen. Ab nun wurden die Nummern wieder gelost, zuerst für die „Top 7“, danach von 8 bis 15; die weitere Reihenfolge richtete sich nach der jeweils gültigen FIS-Weltcupstartliste (WCSL) und jenen Bestimmungen, wonach Läufer mit einer bestimmten Weltcuppunktezahl ab der Nr. 16 eingeschoben werden konnten. Startberechtigt waren für die Saison 1994/95 all jene Läuferinnen/Läufer, die in den jeweiligen Disziplinen-„Top 60“ der Weltrangliste klassiert waren.
Der Österreichische Skiverband bestellte, nachdem Damentrainer Herwig Demschar aus Graz angesichts des Unglücks zurückgetreten war und beim US-Skiverband einen Neubeginn gestartet hatte, den Kärntner Raimund Berger, der bereits bis 1992 Damencheftrainer und nun in der Forschungs- und Entwicklungsabteilung des Verbandes tätig gewesen war, erneut auf diesen Posten.

### Premierensiege
Herren:
- Zum Saisonauftakt im Riesenslalom in Tignes (3. Dezember) konnte der als großer Außenseiter angetretene Achim Vogt (Start-Nr. 19!) seinen ersten und einzigen Sieg erobern.
- Josef Strobl hatte seinen Premierensieg bei der Abfahrt in Val-d’Isère (16. Dezember) zwar schon durch seine Bestzeit im vortägigen Training für möglich erscheinen lassen, dass er diesen aber auf Grund seiner hohen Startnummer 61 (der absolut zweithöchsten Siegernummer in Herrenabfahrten; Stand Januar 2019) verwirklichen könnte, stand eher im Zweifel. Luc Alphand hatte mit Start-Nr. 11 bis dahin geführt. Für Sieger Strobl war es der überhaupt erste Start im Weltcup. Ein solcher „Coup“, hierbei gleich siegreich zu sein, geschah damit erneut in Val-d’Isère, wo bisher im Herrenbereich dies in zwei Riesenslaloms nur Gustav Thöni (11. Dezember 1969) und Piero Gros (8. Dezember 1972) gelungen war.[5]
- Gleich mit Start-Nr. 1 holte sich Kyle Rasmussen seinen Premierensieg bei der Lauberhornabfahrt in Wengen (21. Januar).
- Am 20. Februar konnte Mario Reiter im Riesenslalom von Furano erstmals gewinnen.
- Peter Runggaldier landete am 26. Februar beim Super-G in Whistler seinen ersten Sieg.
- Am 10. März gelang Werner Perathoner im Super-G in Kvitfjell der erste Sieg.

Damen:
- Heidi Zeller-Bähler erlebte eine starke Saison, in der sie all ihre drei Weltcupsiege fixierte; den ersten am 28. November beim Riesenslalom in Park City.
- Picabo Street, bereits Kombinations-Silbermedaillengewinnerin in Morioka 1993, gewann ihr erstes Rennen, die Abfahrt von Lake Louise, am 9. Dezember.
- Sabina Panzanini holte ihren Premierensieg im Riesenslalom am 21. Dezember auf der Grand Risa von Alta Badia, wo die Damen (auf allerdings verkürzter Strecke) erstmals antraten
- Florence Masnada, die bei Olympia 1992 Kombinationsbronze gewonnen hatte, kam am 14. Januar beim Super-G in Garmisch-Partenkirchen zu ihrem einzigen Weltcupsieg.
- Im Saisonfinale in Bormio gab es für Špela Pretnar im Riesenslalom (18. März) die Siegpremiere.

### Absagen, Verschiebungen
Zu den alljährlich schon zur „Normalität“ gehörenden Vorkommnissen gesellte sich die unerwartete und am 26. Januar erfolgte Absage der Skiweltmeisterschaften, denn damit entstand eine Rennpause. Es war nicht nur aus organisatorischen Gründen seitens der Veranstalter, sondern auch wegen der Unbeweglichkeit der Fernsehstationen nicht möglich, diverse andere Rennen nach vorne zu verlegen (selbst in Österreich gab es eine Ablehnung des Vorschlages eines nun früheren Termins der nationalen Meisterschaften). Zumindest im Herrenbereich fanden sich aber mit Lienz für die technischen Bewerbe und Saalbach-Hinterglemm für Abfahren zwei Veranstalter eines so genannten „Alpencups“ (der vom ORF live übertragen wurde); die Damen und teilweise auch diverse Herren (diese alternierend zum angebotenen Ersatzprogramm) nahmen an Europacuprennen teil.
Die übrigen Absagen und Verschiebungen begannen bereits mit den Gletscherrennen zum Saisonstart in Saas Fee, die dem Sturm und einem halben Meter Neuschnee zum Opfer fielen. Der Herren-Parallelslalom (er hätte nicht zum Einzelweltcup gezählt) ab 12 h wäre von ORF und SRG, der Damenslalom (10:30 und 13 h) auch vom ZDF direkt übertragen worden. Kritisiert wurde auch, dass die Rennstrecke nicht einmal homologiert gewesen sei. Die Bewerbe wurden ersatzlos gestrichen (eine Verschiebung auf den 7. November war wegen der Lawinengefahr nicht möglich gewesen). Es hätte insgesamt ca. 125.000 CHFr an Preisgeldern, davon 75.000 CHFr für die Sieger, gegeben. Allerdings waren Alberto Tomba (er war bei Trainings in Südtirol geblieben), Kjetil André Aamodt (Lebensmittelvergiftung) und Marc Girardelli nicht in die Schweiz gekommen.
Allgemein:
- In Flachau waren für den 10. Januar sowohl ein Super-G der Herren als auch Damen geplant. Während jener der Damen mit Startzeit 9:30 h, den Renate Götschl mit der außergewöhnlichen Start-Nr. 34 mit 0,01 s Vorsprung gegen Seizinger (Nr. 14) gewann (bei vorerst auch Schneefall, bei Götschl hatte sich der Himmel gelichtet), vonstattenging, gab es bei den Herren (Startzeit 13 h) und trotz einer Stunde Zuwartens eine Absage wegen starken Schneefalls.[10]

Herren:
- Sestriere konnte wegen des in Mitteleuropa herrschenden Schneemangels seine Rennen nicht durchführen.[11] Somit starteten die Herren erst am 3. Dezember mit dem mit Beginnzeiten 10 und 13 h geplanten Riesenslalom, allerdings nicht in Val-d’Isère (auch hier kein Schnee!), sondern im Nachbarort Tignes.[12] (Die Damen hatten schon eine Woche vorher in Park City loslegen können.)
- Größere Umstellungen gab es für das Herrenprogramm am Wochenende 10./11. Dezember; die für den 10. Dezember in Gröden vorgesehene Abfahrt[13] (diese fand am 16. Dezember in Val-d’Isère statt) wurde durch einen Super-G in Tignes ersetzt, und den für den Tag danach in Alta Badia geplanten Riesenslalom übernahm auch Tignes[14]. Am 10. Dezember hatte aber der Super-G nach einer Wartezeit von einer Stunde und 52 Minuten wegen Nebels abgesagt werden müssen, wobei sich Ian Piccard gerade aus dem Starthaus abstoßen wollte, als er gestoppt wurde,[15] und auf den nächsten Tag verschoben.  Der Riesenslalom wurde letztlich am 22. Dezember wieder in Alta Badia nachgeholt.
- Der Slalom von Madonna di Campiglio vom 12. Dezember wurde nach Sestriere verlegt und als Nachtslalom ausgetragen.
- Auch St. Anton konnte sein Programm nicht austragen; hier übernahm Val-d’Isère die am 17. Dezember (und Kitzbühel die am 13. Januar) ausgetragene Abfahrt.
- Schneemangel erzwang auch die Absage des Super-G in Bad Kleinkirchheim.
- In Méribel konnte zwar der Damenslalom, nicht aber der Riesenslalom und Super-G der Herren gefahren werden.[16]
- Der Riesenslalom von Adelboden (24. Januar) musste wegen zu weicher Piste abgesagt werden, doch die durch die Weltmeisterschaftsverschiebung entstandene Pause machte es möglich, diesen am 4. Februar nachzutragen, wodurch es an diesem Tag statt der angesetzten Weltmeisterschaftsabfahrt einen erneuten Tomba-Sieg gab.
- Der Riesenslalom in Furano wurde bereits am 18. Februar gestartet, aber wegen der Witterung nach 23 Läufern abgebrochen (in Führung Jure Košir vor Aamodt)[17] – es gab aber zwei Tage danach eine erfolgreiche Durchführung. Die für 19. Februar angesetzte Abfahrt entfiel jedoch, denn Sturmböen bis 70 km/h machten eine Austragung unmöglich.
- Die Abfahrt in Aspen musste wegen Schneefalls vom 4. auf den 5. März verschoben werden; der an diesem Tag vorgesehene Super-G wurde nach Kvitfjell verlegt. Bei der am 5. März ausgetragenen Abfahrt waren 68 Läufer am Start, schon nach 24 Läufern gab es wegen Nebeleinfalls im Mittelteil der Strecke und dichter werdenden Schneefalls schlechte Sicht und nach Nr. 31 kam es zum Abbruch; es hatte AJ Kitt vor Armin Assinger, Kjus, Skårdal und Ghedina geführt, Ortlieb lag auf Rang 8, Alphand auf 14.  Die Jury beschloss mit vier zu null Stimmen, das Rennen zu werten (somit schien Assinger mit 418 Punkten vor Alphand mit 402, Ghedina 398, Ortlieb 357 auf)[18][19], doch die Verbände Frankreichs, Großbritanniens und der Schweiz legten Protest ein – und nach einer telefonischen Befragung durch die FIS an 16 Vorstandsmitgliedern sprachen sich davon zehn gegen die Anerkennung aus.[20][21]
- In Kvitfjell waren am 11. März zwei Abfahrten mit Beginnzeiten 9:30 und 12 h programmiert und auch gefahren. Die erste wurde allerdings nach dem Sturz der Nr. 37, des Kanadiers Smith Murray, abgebrochen; es hatte Pietro Vitalini vor „Pepi“ Strobl, Assinger, Ghedina, Kjus, Trinkl und Ortlieb geführt, Alphand war nur auf dem 18. Platz klassiert gewesen.[22] Es gab ein ähnliches Prozedere wie Tage zuvor in Aspen; wiederum sprach sich die Jury für die Wertung, kurz danach die FIS dagegen aus.[23][24][25] Der für 12. März geplante zweite Super-G wurde wegen starken Windes abgesagt.[26]

Damen:
- Es gab in Lake Louise eine bereits am 9. Dezember gefahrene Abfahrt, die von Veysonnaz vorgezogen wurde. Die übrigen Veysonnaz-Rennen fielen aus.
- Hinsichtlich der für Morzine geplanten Rennen wurde der Riesenslalom in Alta Badia gefahren, womit es auf der Gran Risa erstmals einen solchen für Damen gab.[27]
- Wegen 15 cm Neuschnee wurde die zweite Abfahrt in Cortina d’Ampezzo vom 21. auf 22. Januar verschoben, in der Folge der für diesen Tag vorgesehene Riesenslalom für Montag, 23. Januar, „durchgeboxt“.[28]
- Der Slalom in Maribor wurde an zwei Tagen gefahren; am 26. Februar war das Rennen wegen Regens nach dem ersten Durchgang (in Führung: Ertl vor Schneider und Compagnoni) abgebrochen werden müssen, anderntags fiel Ertl noch auf Rang 5 zurück. (Die mit Nr. 33 angetretene Trude Gimmle fuhr von Rang 14 noch auf den 3. Platz.)[29]
- Die am 4. März angesetzte Abfahrt in Saalbach-Hinterglemm musste wegen Schneefalls auf den kommenden Tag verschoben werden, so dass es am 5. März zu zwei Rennen kam.[30]

### Sonstige Geschehnisse
Herren:
- Der um 18 und 20:40 h stattfindende Slalom in Sestriere (12. Dezember) war der erste „Flutlichtslalom“ im Weltcup, wobei Alberto Tomba mit zwei Laufbestzeiten gewann.[31][32] Flutlichtslaloms an sich waren allerdings auch schon vorher, sogar in den 1960er-Jahren, ausgetragen worden wie Bad Wiessee und Westendorf (bekannt dafür, dass die Slaloms dort zwei Tage vor jenen am Kitzbüheler Ganslernhang stattfanden und immer noch stattfinden). Außerdem gab es Parallelslaloms in Mauerbach bei Wien.
- Alberto Tomba war vorerst der erste Läufer in der Weltcupgeschichte, der zwei Slaloms innerhalb von 24 Stunden gewann[33], später jener, dem drei Slalomsiege hintereinander gelungen waren, was er mit dem Erfolg am 8. Januar verwirklichte[34] – und er setzte mit weiteren zwei Siegen en suite neue Rekorde. Einen anderen neuen Rekord markierte er mit dem Sieg (zwei Laufbestzeiten) im Riesenslalom in Alta Badia, denn dies bedeutete drei Siege in drei Tagen.[35]
- Nachdem die für den 13. Januar geplante erste Abfahrt in Kitzbühel abgesagt worden war, wurden anderntags zwei Abfahrten mit den Startzeiten 10 und 12:30 h gefahren (die Zweite als „Sprintabfahrt“), die jeweils Luc Alphand (vor einem Österreicher) gewann und sich in der Sprintabfahrt Werner Perathoner mit Nr. 25 und vor allem Alessandro Fattori mit Nr. 60 auf den Plätzen 3 und 4 klassierten; auch Stefan Krauss zeigte mit Start-Nr. 44 auf Rang 9 eine beachtliche Leistung. Es wurde beidesmal erst bei der Steilhangeinfahrt gestartet, weshalb die Siegeszeiten 1:40,97 und 1:40,33 betrugen.[36][37]
- Die Alphand-Siege bedeuteten den ersten Sieg eines Franzosen in einer Hahnenkammabfahrt seit Jean-Claude Killy am 21. Januar 1967. Killy selbst konnte diese Siege seines Landsmannes aber nicht in der „Télévision française“ sehen, da das öffentliche französische Fernsehen kein Interesse an der Übernahme der Übertragung hatte.[38]
- In der 43. Auflage dieser Hahnenkammrennen wurde erstmals ein Super-G ausgetragen.[39][40] Der hierbei von Günther Mader errungene Sieg brachte zwei „Neuigkeiten“: Mader war nicht nur der erste ÖSV-Sieger auf einem französischen Ski, sondern ihm persönlich gelang der erste Sieg in Österreich.[41]
- Die Originalabfahrt am 21. Januar in Wengen war die 250. Herren-Abfahrt in der Weltcupgeschichte, wobei die erste Abfahrt ebenfalls am Lauberhorn ausgetragen worden war (14. Januar 1967).
- Es war schon Ende Februar auffallend, dass in den Slaloms die Marken „Rossignol“ (Tomba, Košir, Von Grünigen) und „Elan“ (Sykora, Tritscher, Reiter, Furuseth, Fogdö) beherrschend waren.[42]
- Beim Super-G in Whistler (26. Februar) fuhren hinter den mit Nr. 2 führenden Runggaldier drei Fahrer mit hohen Nummern auf die nächsten drei Plätze: Kitt mit 54 auf 2, Greber mit 40 auf 3 und Podivinsky mit 61 auf 4.[43]
- Der Österreichische Skiverband protestierte gegen den von den Italienern bei den Speedrennen verwendeten Rückenprotektoren, der laut dessen Meinung nicht bloß schützte, sondern Zeitvorteile brachte. Der Protest wurde aber von der FIS abgelehnt.[44][45]
- Richard Kröll gewann den Super-G beim Finale in Bormio (16. März), als nur 24 Herren an den Start gegangen waren, mit der letzten Start-Nummer, also 24.

Damen:
- Von den Startrennen in Übersee gab es nur auf „Eurosport“ Live-TV-Übertragungen für die deutschsprachigen Gebiete in Europa.
- Nach fast 13 Jahren kam Sylvia Eder, die ihren Premierensieg als damals 16-Jährige und dadurch bis dato, März 2019, jüngste Abfahrtssiegerin in der Weltcupgeschichte, am 19. Januar 1982 in Badgastein geholt hatte, beim Super-G in Vail (3. Dezember) zu ihrem zweiten Erfolg. (Veronika Wallinger konnte mit Start-Nr. 33 Rang 2 belegen.)
- Anita Wachter hatte vor der Saison einen Wechsel ihrer Skimarke vorgenommen und fuhr nun ein Erzeugnis des slowenischen Herstellers Elan, jedoch kam es nicht zu den gewünschten Resultaten (Ränge 35 und 16 in den ersten beiden Riesenslaloms, ihrer Spezialdisziplin); so traf Firmenbetreuer Jure Vogelnik, der seinerzeit Servicemann für Ingemar Stenmark gewesen war, bei ihr ein und nahm Modifizierungen vor.[46] Rang 2 im Riesenslalom in Alta Badia bedeutete, dass die Vorarlbergerin wieder in Form gekommen war.[47]
- Der Doppelsieg Street/Lindh bei der Abfahrt in Lake Louise am 9. Dezember war der erste Abfahrts-Doppelsieg im Weltcup für die Damen der US-Skiing-Association.[48]
- Michaela Gerg gewann die erste Cortina-Abfahrt (20. Januar) mit der hohen Start-Nr. 39; sie war um 0,02 s schneller als die mit Nr. 24 gefahrene Street. Das Besondere war jedoch, dass Gerg wegen schwelender Meinungsverschiedenheiten mit dem DSV abgesondert – mit ihrem Ehemann Christian Leitner und Schwiegervater Hias Leitner (Mathias Leitner) – trainierte. (Es war sogar von einem Verbandswechsel nach Österreich die Rede, doch waren diese Gerüchte für ÖSV-Damenchef Raimund Berger kein Thema.)[49]
- Den Damen des ÖSV gelang keine Podestplatzierung im Slalom; zweimal Rang 4 (Sabine Egger am 18. Dezember in Sestriere und Anita Wachter am 30. Dezember in Méribel) waren die Bestresultate.

### Weltcup-Entscheidungen

#### Herren
Gesamt:

Alberto Tomba genügten seine Stärken in Riesenslalom und Slalom, und mit den dabei errungenen 1.150 Punkten entschied er ziemlich klar zum ersten und einzigen Mal die „große Kugel“ für sich, welche somit erstmals seit Gustav Thöni 1974/75 wieder an den italienischen Verband ging. Zum Jahreswechsel führte Tomba mit 580 Punkte schon einigermaßen deutlich. Die weiteren in den ersten Zehn waren: Aamodt 302, Von Grünigen 294, Košir 255, Tritscher 250, Mader 234, Ortlieb 230, Sykora 210, Fogdö 190 und Alphand 176. Nach dem Riesenslalom in Adelboden wies Tomba 1.050 Punkte auf, nun war Košir Zweiter (570), die weiteren im Vorderfeld waren Girardelli (563), Mader (500) und Aamodt (480). Trotzdem war Tomba erst nach der Final-Abfahrt in Bormio, es war 13:32 h, offiziell Gesamtsieger. Er führte (weiterhin) mit 1.050 Punkten vor Košir mit 700 und Girardelli mit 670 – und Letzterer hätte ihn theoretisch noch überholen gekonnt, doch blieb der Wahl-Luxemburger mit Rang 17 außerhalb der Punkteränge.
Abfahrt:

Da großteils dieselben Läufer sich am Podium oder in nächster Distanz dazu platzieren konnten, verlief die Saison spannend und der „Cup“ wurde erst im letzten Rennen entschieden. Es hatte sogar den Anschein gehabt, als sollten (mit Ausnahme der Kombination) alle Titel an Italien gehen, denn Kristian Ghedina war als Führender mit 433 Punkten gegenüber Luc Alphand mit 384 ins Finale gegangen. Chancen hatten auch noch Armin Assinger (383), der in den Rennen zuvor (zweimal wegen Annullierung, einmal wegen Laufwiederholung) nicht gerade vom Glück begünstigt gewesen und 140 Punkte auf dem „grünen Tisch“ verloren hatte, und Patrick Ortlieb (381) gehabt. Ghedina war als erster der Aspiranten gestartet, Assinger hinter ihm geblieben. Ortlieb und auch Peter Rzehak klassierten sich vor ihm. Danach übernahm Alphand die Führung und gab sie nicht mehr ab; Ghedina war zu diesem Zeitpunkt um einen Punkt geschlagen; dass er am Ende noch auf Rang 6 zurückfiel, war nicht mehr von Bedeutung. Alphand war damit der erste französische Gewinner der „Abfahrtskugel“ seit Jean-Claude Killy 1967.
Super-G:

Günther Mader lieferte sich lange ein Duell mit Peter Runggaldier, doch gelangen ihm im Finish nicht die „big points“; so lag er in Kvitfjell (10. März) lange auf Rang 3 (der Kontrahent war Sechster), doch dann wurde er von den beiden US-Läufern Rasmussen und Daron Rahlves (Nr. 30 und 34) noch verdrängt und er hatte nur 13 statt 20 Punkte aufgeholt. Da am selben Ort ein weiterer Super-G abgesagt wurde, lag vor dem Finale Runggaldier mit 252 zu 214 voran, so dass sich der Tiroler geschädigt fühlte und er leicht resignierte (siehe bitte Artikel „Absagen, Verschiebungen“). Beim Finale selbst, in welchem Perathoner mit Nr. 5 und Runggaldier mit Nr. 6 in Führung lagen, war Mader (Nr. 10) bei seiner Zieldurchfahrt als zu diesem Zeitpunkt Dritter bereits geschlagen.
Riesenslalom:

Zwar nicht derart beeindruckend wie im Slalom, war Tombas Siegeszahl, wobei er in Tignes Vierter wurde, in Val d'Isère (18. Dezember) zum 2. Durchgang nicht antrat und (einen Tag nach dem Out im Slalom) in Furano den zweiten Lauf (nachdem er das 13. Tor im ersten Lauf verfehlt hatte) nicht beendete. Er löste im Finale aber einen Zuseherboom aus: Mit 600 Bussen waren bei 30.000 Fans nach Bormio gekommen.
Slalom:

Tomba legte eine beeindruckende Serie von sieben Siegen hin, ehe er am 19. Februar in Furano im ersten Durchgang ausschied und im Finale in Bormio (19. März) im ersten Durchgang wegen eines Torfehlers disqualifiziert wurde.
Kombination:

Diskussionslos war der Sieg von Marc Girardelli mit dem Maximum von 200 Punkten.
Damen:

Gesamt:

Zum dritten Mal in ihrer Karriere holte sich Vreni Schneider, der damit ein großartiger Abschied vom aktiven Rennsport gelang, die Gesamtwertung. Es gab allerdings eine äußerst knappe Entscheidung gegenüber Katja Seizinger, für welche sich die Angelegenheit zu einer Art „negativem Déja-vu“ zur Saison 1992/93 herausstellte, als sie Anita Wachter mit 20 Punkten unterlegen war (diesmal waren es sogar lediglich sechs Punkte!).

Vorerst lag allerdings (nach Méribel) Heidi Zeller-Bähler mit 485 Punkten an erster Stelle. In den „Top Ten“ waren weiters: Vreni Schneider 466, Seizinger 393, Wiberg 345, Lindh 304, Ertl 295, Hrovat 250, Street 225, Panzanini 212, Wachter 211. Nach Åre lag Seizinger mit 893 Punkten klar voran, gefolgt von Zeller (821) und Schneider 742; Wachter wies 595 Punkte auf, bei denen sie wegen ihrer am 22. Februar erlittenen Verletzung stehenblieb.

Schneider hatte sich sogar entschlossen, in der Abfahrt in Saalbach zu starten (die statt am 4. März erst einen Tag später gefahren wurde – siehe bitte dazu Artikel „Absagen und Verschiebungen“), wobei sie mit Rang 8 gegenüber Rang 27 von Seizinger überraschend Terrain gutmachte. In weiterer Folge waren beide Damen nicht immer berauschend gewesen.

Im Bormio-Finale setzte sich Seizinger etwas ab (Rang 5 gegenüber 9 in der Abfahrt, vor allem aber Super-G-Sieg und Ausfall Schneiders (im oberen Streckenteil an einem Tor vorbei gefahren); damit 1200-zu-1119-Führung). Nach dem Riesenslalom als vorletztem Rennen, in welchem beide wiederum keine Spitzenränge hatten belegen können (Schneider Rang 9, Seizinger Rang 11) gab es mit 1224 zu 1148 Punkte weiterhin einen klaren Vorsprung für die DSV-Läuferin, die allerdings nicht als „Slalom-Koryphäe“ galt. Trotzdem bedurfte es – je nachdem, ob Seizinger in die Punkteränge kam oder nicht – eines Sieges oder zweiten Platzes von Schneider. Für Seizinger war es klar: Mit Rang 10 hatte sie die Kugel, doch es fehlten ihr dazu am Ende 49/100 s Das „Fernduell“ hatte nach dem ersten Lauf nur Rang 4 für Schneider gebracht, die um 0,74 s hinter der führenden Hrovat platziert war. Exakt 5 Minuten nach 12 Uhr war, in der Retrospektive gesehen, Seizingers Traum letztlich vorbei gewesen, denn Schneider hatte die Führung übernommen. Seizingers Hoffnung auf die nach dem ersten Lauf führenden Hrovat vor Wiberg (- 0,02 bzw. s) hatte sich nicht erfüllt.

Abfahrt:

Picabo Street war die erste US-Amerikanerin, die eine „kleine Kugel“ in der Abfahrt gewann; bisher war Rang 2 von Cindy Nelson 1977/78 der beste Wert in dieser Disziplin gewesen.

Es gab sogar einen US-Doppelsieg, wobei vorerst Hilary Lindh mit ihren beiden Startsiegen und Rang 2 im dritten Abfahrtslauf mit 280 zu 129 Zählern geführt hatte (dazwischen lag allerdings Katja Seizinger mit 146 Punkten), aber danach übernahm Street (Ausfall zum Start in Vail) das Kommando, während die Teamkollegin nicht mehr die Anfangsform erreichte. Dass Street selbst in den Kampf um den Gesamtweltcup nicht eingreifen konnte, lag zwar in erster Linie an ihrer Punktelosigkeit in den technischen Disziplinen (und damit auch der einzigen Kombination); sie war nur zu den Riesenslaloms am 8. Januar in Haus im Ennstal und am 22. Januar in Cortina d’Ampezzo angetreten, wo sie sich jeweils nicht für den 2. Lauf qualifizieren hatte können, jedoch war auch ihre mäßige Leistungsstärke in den Super-Gs für diesen leidigen Umstand verantwortlich.

(Bisherige US-Kugelgewinnerinnen waren:
Tamara McKinney als Gesamtsiegerin 1982/83 und Disziplinensiegerin Riesenslalom 1980/81 und Slalom 1983/84 – sowie Marylin Cochran Riesenslalom 1968/69.)

Super-G:

Wie im Vorjahr, war Katja Seizinger die dominierende Dame.

Riesenslalom:

Vreni Schneider holte zum fünften Mal die Trophäe. Nach Åre war allerdings noch Zeller mit 410 Punkten mit 21 Punkten vor Schneider gelegen, Wachter schien mit 295 Punkten auf Rang 3 auf.

Slalom:

Zum sechsten Mal, davon in einer ununterbrochenen Serie seit 1991/92, war auch hier Vreni Schneider wiederum (klar) erfolgreich, wobei sie mit vier Siegen und zwei zweiten Plätzen die Punktezahl 560 holte, während die Konkurrentinnen in keiner Weise mithalten konnten.

Kombination:

Es gab nur eine Wertung, weshalb sich Analysen erübrigen.

### Finanzielles
Bei den Preisgeldern hatte Alberto Tomba deutlich die Nase vorne: Er hatte bei 320.500 CHFr eingestreift, demgegenüber erhielten Luc Alphand bei 125.000, Armin Assinger bei 96.500 und Marc Girardelli bei 75.000 CHFr. Bei den Damen war Vreni Schneider mit ca. 150.000 CHFr Spitzenreiterin vor Picabo Street (93.700), Heidi Zeller-Bähler (86.100), Katja Seizinger (58.000) und Anita Wachter (55.000 CHFr).

### Verletzungen
Herren:
- Bei der so genannten zweiten Abfahrt in Kvitfjell (11. März) kam ausgerechnet Pietro Vitalini, der in der zuvor ausgetragenen ersten Abfahrt beim Abbruch in Führung gelegen war, schwer zu Sturz und erlitt einen Seitenbandriss und eine Gehirnerschütterung. Der nach ihm mit Nr. 4 gestartete und sehr gut in Fahrt gewesene Armin Assinger wurde durch FIS-Renndirektor Sepp Messner mit der gelben Flagge abgewunken; Assinger durfte später nochmals antreten und belegte Rang 5. (Siehe dazu bitte Artikel „Absagen und Verschiebungen“.)

Damen:
- Die Abfahrt in Vail (2. Dezember) brachte für drei Läuferinnen Verletzungen: Mélanie Suchet und die Slowenin Nives Sitar mussten Kreuzbandrisse hinnehmen, Anja Haas kam bei einem Sturz nach 50 Sekunden Fahrzeit mit einem Bändereinriss, der eine sechswöchige Pause bedingte, noch relativ glimpflicher davon. Der Hinterbacken der Bindung am rechten Ski war zerfetzt worden.[58]
- Veronika Stallmaier landete beim Super-G am 7. Januar in Haus im Ennstal bei der Zieleinfahrt im Netz[59]; sie wurde am 8. Januar in der Universitätsklinik Innsbruck von Wulf Glötzer operiert. Es waren ein Riß des hinteren Kreuzbandes und ein Knorpelschaden im rechten Knie sowie eine Schulterverletzung festgestellt worden.[60]
- Pernilla Wiberg konnte zum Riesenslalom in Åre (18. Februar) nicht antreten, denn sie hatte sich bei einem Sturz mit der Skikante das Knie aufgeschnitten; die Wunde wurde mit sechs Stichen genäht.[61]
- Am 22. Februar erlitt Anita Wachter beim Slalomtraining in St. Michael bei Obdach (Steiermark) einen Riss im Seitenband im linken Knöchel; am selben Abend wurde bei Schenk in Schruns noch ein Bänderriss im linken Sprunggelenk festgestellt – schon einmal hatte Wachter einen Seitenbandriss im linken Knie erlitten (am 4. März 1992 bei einem Parallelslalom in Vail).
- Im finalen Super-G zog sich Shannon Nobis bei einem Sturz eine Knieverletzung zu und Picabo Street musste nach einem „kapitalen Köpfler“ mit dem Hubschrauber abtransportiert werden.[62]

### Karriereende
- Der prominenteste Rücktritt war jener von Vreni Schneider, die soeben zum dritten Mal den Gesamtweltcup gewonnen hatte. Annelise Coberger, die über den Winter ihr Domizil in St. Anton am Arlberg aufgeschlagen hatte, gab – nach zwölf Jahren im Weltcup – am 1. März ihr Karriereende bekannt.[63] Auch Chantal Bournissen (sie hatte dies am 12. März avisiert[64]), Astrid Lødemel, Eva Twardokens bzw. Peter Roth, Armin Assinger vollzogen zum Saisonende denselben Schritt.
- Ein unvorhergesehenes Karriereende gab es für den schwedischen Slalomläufer Thomas Fogdö am 7. Februar, als er bei Trainings in Åre, eigentlich erst vom Lift zur Trainingsstrecke fahrend, gegen einen Baum fuhr und querschnittsgelähmt blieb.

## Rennen außerhalb des Weltcups
Es hätte auch im Damenbereich einen „Alpencup“, u. zw in Cortina d’Ampezzo, geben sollen, doch war das nationale italienische Fernsehen RAI nicht bereit, den Veranstalter finanziell unter die Arme zu greifen.
- Bei den Herren, bei denen Tomba nicht antrat[66][67][68], ging es am 11. Februar mit einem Riesenslalom auf der „H 2000“ unter dem Titel „FIS Milka Alpencup“ in Lienz los, der von Aamodt vor Salzgeber und den ex aequo auf Rang 3 klassierten Košir und Nyberg gewonnen wurde.[69] Den Slalomsieg am 12. Februar holte sich Košir vor Tritscher und Stangassinger. Auch die Preisgelder waren mit insgesamt 500.000 Schilling pro Tag (für den Sieg gab es 200.000, für Rang Zehn 5.000 Schilling) gut dotiert.[70]
- Während die Techniker bereits zum Weltcup in Furano eingetroffen waren, trainierten die Abfahrer in Saalbach. Vorerst hatte es geheißen, die SSV-Fahrer würden fehlen[71], dann waren aber doch ihre Asse dabei. Es gab am 17. Februar zwei Sprint-Abfahrten, wobei zuerst Perathoner vor Ortlieb und Assinger, danach Assinger vor Perathoner gewannen; am 18. Februar musste das Rennen nach 20 Läufern (in Führung Vitalini vor Assinger und Perathoner) wegen schlechter Sicht aus Sicherheitsgründen gestoppt werden.[72]
- Die Österreichischen Skimeisterschaften begannen mit einem Tag Verspätung in Ellmau am 22. März.